# أميمة بنت بشير
أُمَيْمَةُ بنتُ بُشَيْر بن سعد الأنصارية الخزرجية وقيل أُبَيَّة الأنصارية، صحابية من أصحاب النبي محمد، أسلمت وبايعت النبي محمد، وهي أخت النُّعْمَانُ بن بَشِير لأبيه وأمّه.
قال ابن حجر في الإصابة: «أميمة بنت بشير بن سعد الأنصارية، ثم الخزرجية، أخت النعمان بن بشير لأبويه ذكرها ابن سعد، وقال: أسلمت وبايعت، ويقال لها أبية- بموحدة وتشديد»، وقال ابن الأثير في أسد الغابة: «أميمة بنت بشير أخت النعمان بن بشير بن سعد الأنصارية. وقد تقدم نسبها عند أبيها وأخيها، وهي غير التي قبلها، فإن أبا هذه بزيادة ياء مصغرا، وهو من الخزرج، وتلك من الأوس، من بني أمية بن زيد بن مالك بن عوف بن عمر بن عوف بن مالك بن الأوس».